# أوكسانا دومنينا
أوكسانا ألكساندروفنا دومنينا (الروسية: Оксана Александровна Домнина ، من مواليد 17 أغسطس 1984) راقصة جليدية روسية سابقة، هي وشريكها مكسيم شبالين هما الفائزان بالميداليات البرونزية الأولمبية لعام 2010 ، وأبطال العالم لعام 2009 ، وأبطال أوروبا 2008 و 2010 ، وأبطال نهائي سباق الجائزة الكبرى لعام 2007 ، وأبطال روسيا الوطنيين ثلاث مرات (2005 ، 2007 ، 2010).